# براد باركر (رسام كارتون)
براد باركر (بالإنجليزية: Brad Parker)‏ هو رسام كارتون أمريكي، ولد في 1961.